# Georges sebag
2002: Réalisateur du court métrage Le zéro avec Jango Edwards, Daniel Prévost, Philippe Khorsand, Soren Prévost
https://www.youtube.com/watch?v=TXLFKX2ijR4